# Catherine FitzGerald
Catherine FitzGerald (v. 1452 - 1506) est une dame noble anglo-irlandaise de la dynastie des FitzGerald, durant le XVe siècle. À l'époque de sa naissance, sa famille est l'une des maisons les plus influentes de l'Irlande. Par son mari, elle est princesse de Carbery de 1477 jusqu'à 1506. Pour son confort personnel, elle fait ériger deux châteaux.
D'autre part, elle est l'ancêtre de nombreuses personnes politiques dont Lyndon Baines Johnson, 36e président des États-Unis ; de Winston Leonard Spencer-Churchill, 63e Premier ministre du Royaume-Uni ; du prince Albert II de Monaco ; de la princesse Diana Spencer et du prince Charles de Galles.

## Biographie

### Famille
Catherine est probablement née en 1452, dans l’un des châteaux FitzGerald. Son père Thomas FitzGerald, 7e comte de Desmond et l'un des plus puissants hommes en Irlande, est vice-roi d'Irlande sous le règne d'Édouard IV. Après avoir été la victime de la malice de la reine Élisabeth Woodville, en conséquence d'avoir eu un regrettable discours en référence de sa basse naissance, il a été exécuté à Drogheda le 15 février 1468.
Sa mère Ellice Barry est issue de la noble maison des Lords de Buttevant, dans le comté de Cork. En secondes noces, elle a épousé Maurice « Mor » FitzGibbon, 6e chevalier Blanc, a qui elle a donné comme enfants John FitzGibbon, qui occupera le poste de Lord Justice d'Irlande, et Maurice « Oge » FitzGibbon, 7e chevalier Blanc, mort en 1530.
Catherine est l'aînée de leurs filles ainsi que leur troisième enfant. Elle a une sœur et sept frères, dont quatre ont successivement accédé au comté de Desmond :
- James FitzGerald (v. 1449 - 1487), 8e comte de Desmond, probablement assassiné par son frère John ;
- Maurice FitzGerald (v. 1450 - 1520), 9e comte de Desmond ;
- Thomas FitzGerald (v. 1454 - 1534), 11e comte de Desmond ;
- Garçon non nommé (v. 1456 - 1468)[5], assassiné par le comte de Worcester ;
- Garçon non nommé (v. 1458 - 1468)[5], assassiné par le comte de Worcester ;
- John FitzGerald (v. 1460 - 1536), de facto 12e comte de Desmond, dont la lignée mâle s'éteint en 1632 ;
- Ellen FitzGerald (v. 1462 - ?), qui épouse Tagd O’Brien de Killaloe ;
- Gerald Oge Fitzgerald (v. 1464 - ?), dont la lignée mâle s'éteint en 1743.

### Caractère
Les Annales des quatre maîtres la décrivent comme une femme charitable et véritablement hospitalière. Il est également mentionné son goût prononcé pour les châteaux et la stratégie militaire qu'un probable fosterage chez les McCarthy Muskerry a pu favoriser.
Pour son compte, en 1470, elle fait construire le château de Benduff, ce qui traduit une volonté d'indépendance. D'ailleurs, Catherine est probablement la personne qui est venue jusqu'à nos jours en tant que Dame Noire dont diverses légendes sont liées au château de Benduff.

### Mariage
Probablement entre sa quinzième et vingtième année, sûrement entre 1467 et 1472, après l'obtention plausible d'une dispense papale, Catherine se marie avec Finghin MacCartthy Reagh, son oncle maternel par alliance, car la sœur de ce dernier a épousé l'oncle maternel de Catherine. 
Elle met au monde quatre fils et une fille :
- Donal MacFineere MacCarthy Reagh, 10e Prince de Carbery ;
- Donogh MacCarthy Reagh ;
- Dermod MacCarthy Reagh ;
- Cormac MacCarthy Reagh ;
- Ellen MacCarthy Reagh, mariée à James Barry, seigneur d'Ibane.

Par son mari, son nom de femme mariée est changé en Mac Carthaigh Riabhach et elle devient la princesse de Carbery de 1477 jusqu'en 1506. Grâce à son mariage irlandais natif, les droits de Catherine dépendent des lois de Brehon ; ainsi, elle peut apporter à son propre bénéfice des propriétés mobilières à son mariage. D'ailleurs, elle peut acquérir et dépenser sa trésorerie sans l'autorisation de son mari et même revendiquer ses droits au cours de son veuvage.

### Bâtisseuse de châteaux

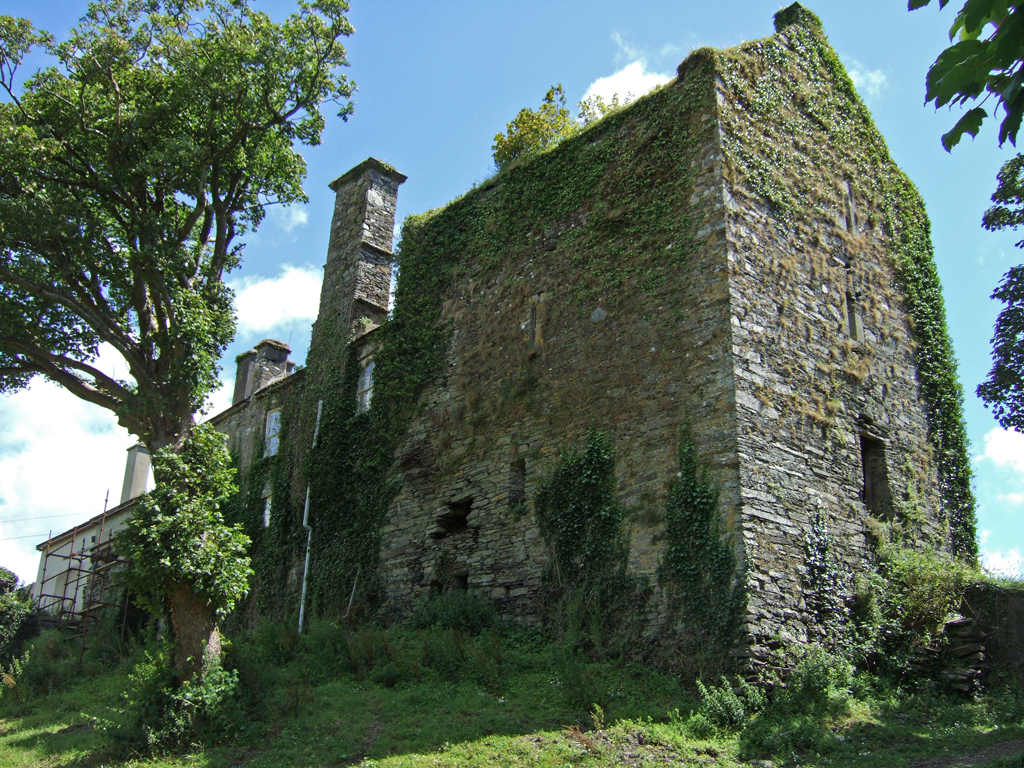
Le château de Benduff a été construit par Catherine FitzGerald.

- Le château de Benduff[7], situé à environ un mile au Nord-Est de Rosscarbery, dans le comté de Cork, a certainement été construit autour de 1470 par Catherine avant son mariage avec Finghin MacCarthy[8], au sein d'une vallée isolée fermée par des collines et à un moment par une plantation dense d'arbres. 
 Les anciens fiefs féodaux en Irlande sont généralement soit perchés sur une éminence rocheuse, soit surmontés le sommet de quelque éminence. Mais la position abritée et isolée de ce château le protège probablement du danger extérieur. À l'origine, le château de Benduff a été construit dans le style habituel des forteresses normandes au cours du Moyen Âge en Irlande ; ces ouvrages se distinguent par leur donjon ou leur tour centrale carrée, avec des murs massifs, épais et des meurtrières pour l'utilisation des armes, ainsi que l'éclairage intérieur. Des bâtiments latéraux se juxtaposent des bastions, munis de solides murs extérieurs - étant parfois munis de chemins couverts - entourant la totalité de la tour-maison. 
 Le château de Benduff possède trois arcs ; ses murs ont onze pieds d'épaisseur avec des passages et des alcôves, et un escalier de pierre. Le donjon a à l'origine une hauteur d'environ soixante-dix pieds de haut, jusqu'à ce que le vieux William Morris y place une toiture. 
 Dans le deuxième volume de son Natural and Civil History, le docteur Smith affirme à tort que ce château a été construit par les Donovan. Or, le château de Benduff a été le siège d'Owen Mac Carthy Reagh (le petit-fils de Catherine), dont la fille, Joan, a été mariée à Daniel O'Donovan, du château de Donovan, en 1584.

Intérieur du château de Benduff
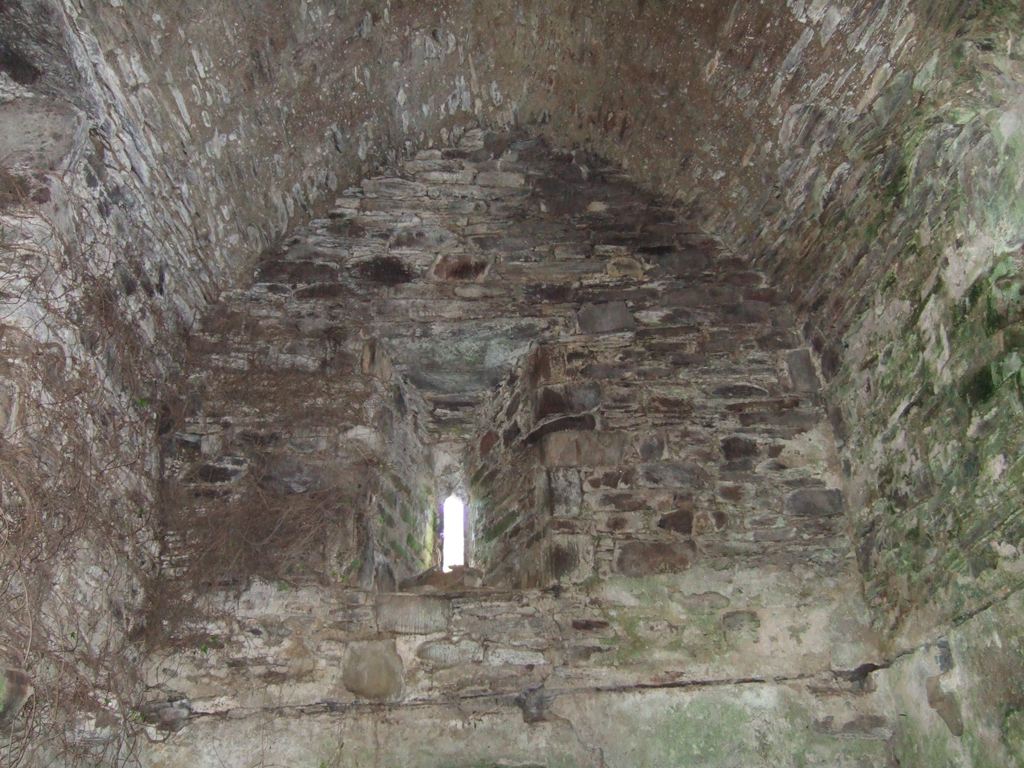
Voute intérieur
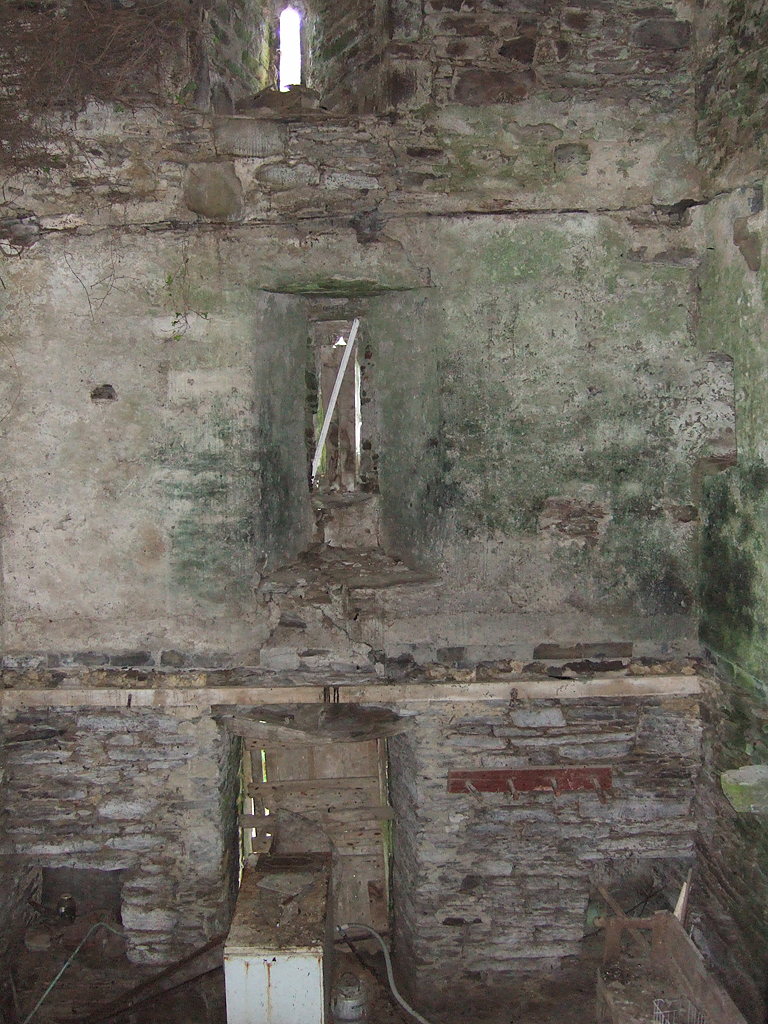
Meurtrières et niveaux de planchers
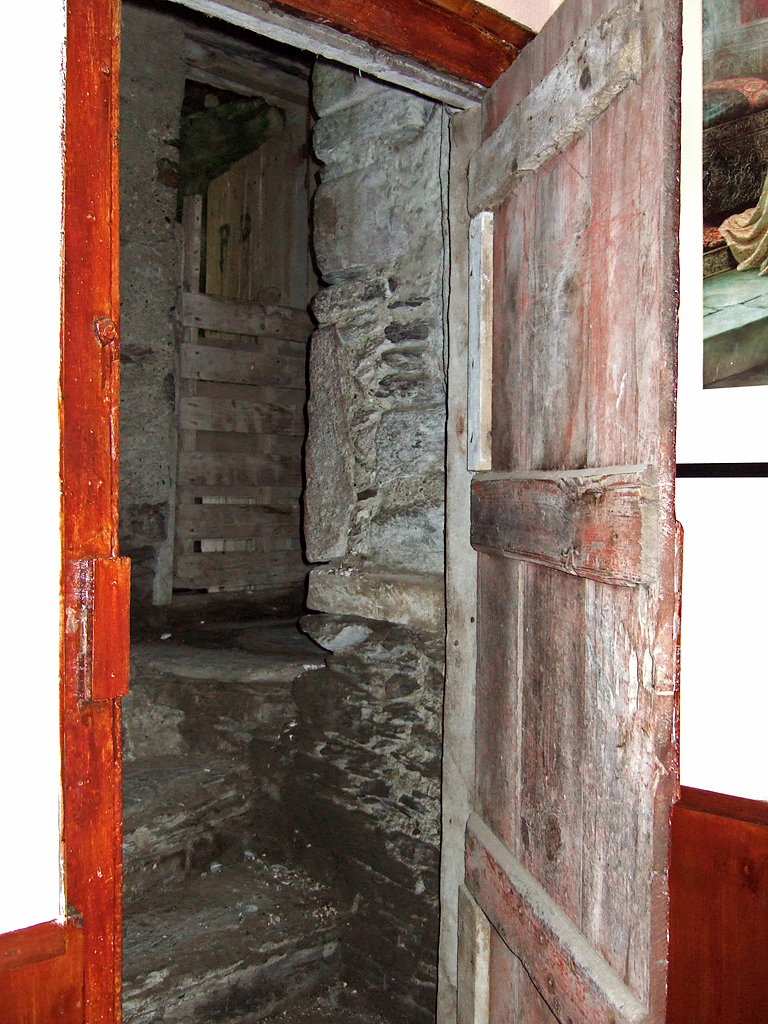
Escalier intérieur

- Dun-na-m-beann est un fort, tout près de Dunmanway, une petite ville à douze miles à l'Ouest de Bandon, dans le comté de Cork. Le docteur Smith ne donne aucun compte de l'érection de ce château dans son Natural and Civil History of Cork, où il traite des origines de la ville. Ce château appartient au clan Mac Carthy de Gleann-Chrudim, jusqu'à environ l'année 1690, quand les Morris l'ont racheté.

### Commissionnaire duLivre de Lismore

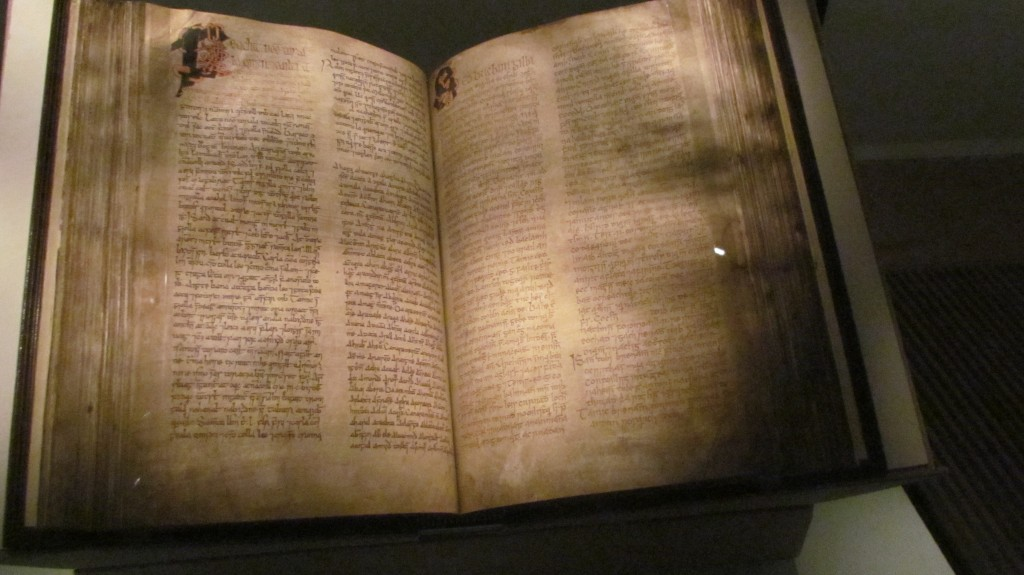
Cet ouvrage commémore son mariage avec le clan MacCarthy Reagh.

Comme son père, Catherine FitzGerald patronne la musique et la littérature irlandaise. Le Leabhar Mhic Cárthaigh Riabhaigh a probablement été compilé pour commémorer le mariage de Catherine avec Finghin Mac Carthy Reagh. Le Livre a été écrit en irlandais, mais dans une version irlandaise qui n'est plus parlée aujourd’hui. 
Le livre contient plusieurs importants textes, incluant l'Ever-new Tongue, un travail cosmologique, ainsi qu'un compte très important de la vie des saints, notamment Sainte-Brigitte d'Irlande, Saint-Patrick d'Irlande et Saint-Colomba, une traduction des voyages de Marco Polo et l'une des plus grandes compositions du Cycle des Fianna, l'Acallam na Senórach, ou La Conversation du Vieil Homme. Le tout est embelli d'enluminures. L'ouvrage a été découvert dans un mur du château de Lismore, en 1811.

### Décès
Les Annales des quatre maîtres disent que Catherine est morte en 1506 à l'âge de 54 ans, un an après la disparition de son mari. Son fils aîné, Donnell, s'empare des terres d'Hy-Carbery quelque temps avant son décès.

« Catherine, fille de Comte de Desmond, c'est-à-dire, Thomas, le fils de James, Dame de Hy-Carbury, une charitable et véritablement hospitalière dame, est morte. »